# QV80
QV 80 est un des tombeaux situé dans la vallée des Reines, dans la nécropole thébaine, sur la rive ouest du Nil face à Louxor en Égypte.
Il est la dernière demeure de Mouttouya, grande épouse royale de Séthi Ier et mère de Ramsès II.
Karl Richard Lepsius ne fait que mentionner cette tombe. Dans sa liste, il s'agit de la tombe numéro 7. La tombe n'est pas numérotée dans Porter and Moss. Une description plus détaillée est donnée dans un rapport de Demas et Neville pour le Getty Conservation Institute.

## Tombe
La tombe est située à l'ouest de QV66, la tombe de Néfertari. On pense que Mouttouya est morte vers l'an 22 du règne de son fils Ramsès II. Cette estimation est basée sur la découverte d'un bordereau de jarre daté de l'an 22 de Ramsès II. L'inscription se lit comme suit :

« An 22 : Vin, [...] du Grand Vignoble de l'A[... du ] Roi du Sud et du Nord de l'Égypte, Usermaatre Setepenre, L.P.H., dans le Domaine d'Amon, [...] »

Les scènes peintes ne sont pas bien conservées en raison de l'utilisation ultérieure de la tombe. Plusieurs objets, dont la tête d'un des vases canopes, des fragments d'un sarcophage et des parties d'Ouchebtis ont été retrouvés dans la tombe.
La tombe a été réutilisée pendant la Troisième Période intermédiaire et probablement pendant les périodes ptolémaïque et copte.